# (6666) Frö
6666 Fro (1993 FG20) – planetoida z pasa głównego asteroid okrążająca Słońce w ciągu 4,15 lat w średniej odległości 2,58 j.a. Odkryta 19 marca 1993 roku.